# Parafia św. Jadwigi Śląskiej w Hedwiżynie
Parafia Świętej Jadwigi Śląskiej w Hedwiżynie – parafia należąca do dekanatu Biłgoraj - Północ diecezji zamojsko-lubaczowskiej. Została utworzona w 1991 roku. Prowadzą ją księża diecezjalni.
Na obszarze parafii leżą miejscowości: Dyle, Cyncynopol, Hedwiżyn, Ignatówka, Kajetanówka.